# アルバム相当単位
アルバム相当単位 （英語: Album-equivalent unit）とは、様々な形態での音楽の消費をアルバム1枚のセールスに換算して示す音楽業界における用語である。
この手法は、主にストリーミングや音楽配信による楽曲の消費を、アルバムの売り上げに加えるために使われる。
アルバム相当単位は、アルバムセールスが減少の一途であった従来のレコードチャート集計法に代わる手法として21世紀に入ってから導入された。
アルバム自体のセールスは業界全体(アメリカ合衆国内)で1999年の146億ドルから2009年の63億ドルと、10年間で半分以上に減少していた。　 
アルバム相当単位の導入により、音楽チャートでは「Best-selling albums ranking(アルバム販売ランキング)」から「Most popular albums ranking (アルバム人気ランキング)」等への名称変更が行われている。

## チャートへの導入

### アメリカ

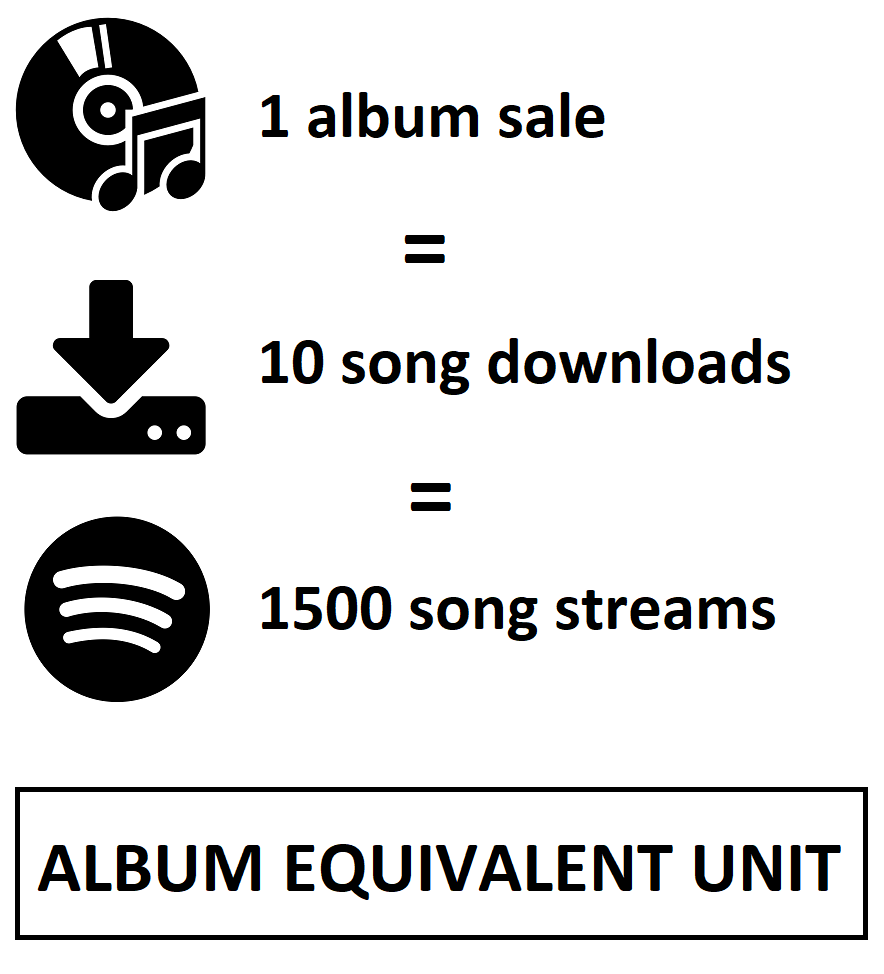
全米レコード協会による換算基準 2014年12月より
1アルバム相当単位(AEU)は、TEA:10曲のダウンロード、SEA:1500回のストリーミング。
2018年7月 SEAの変更
1SEA=1250回有料配信=3750回無料広告付配信

ビルボード 200では2014年12月13日発行のランキングから、それまでのアルバム自体の純粋な販売数を集計する方法から、アルバム相当単位を導入した集計方法に切り替えられた。
この見直しにより、ビルボード 200ではランキングの集計にストリーミングと音楽配信(主にニールセン・サウンドスキャンの集計による)のデータが反映されるようになった。
ここで集計されるデータとしては、Spotify、Google Play、Beats  Music、MusicGrooveといったサービスが含まれる。
ここでは、Track Equivalent Album (TEA、楽曲トラックのアルバム換算) とStreaming Equivalent Album (SEA、ストリーミング再生のアルバム換算)という手法に基づき、10曲の販売ごと、あるいは、アルバムに収録された曲が1500回ストリーミング再生されるごとに、それをアルバム一枚のセールスに換算して計算される。
なお、ビルボードはこれとは別に、純粋なアルバムセールスだけのランキングも「トップアルバムセールス」として発行を続けている（SoundScanの販売データに基づく）。
この新たな集計方式の初回にナンバー1になったアルバムはテイラー・スイフトの『1989』だった。アルバム相当単位では約33万9000のセールスに値するとされ、内訳はアルバム自体の実売が約28万1000であった。 
2015年2月8日発行のランキングにおいて『en:Now That's What I Call Music! 53』が、初の「トップアルバムセールス」（実売数）で最多でありながら「Billboard 200」の首位を逃した作品となった。
2018年7月には、ビルボードとニールセンではストリーミングにおける有料サービスと広告付き無料サービスや動画配信サービスにおける換算指数を変更した。新しいSEAの換算はプレミアム（有料）ストリーミングが1250回、広告入りストリーミングおよびビデオストリーミングが3750回で1SEAと計上される。
全米レコード協会においても2016年2月より販売数認定（ゴールドディスク）においてストリーミングの加算を始めた。

### イギリス

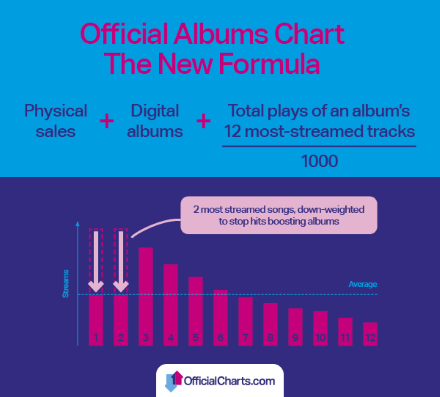
イギリスのアルバムランキングの集計手法。ストリーミングによる再生をアルバム相当単位として加算する。

イギリスでは、Official Charts Companyによって2015年の3月からストリーミングを集計に含めたランキングがUK Albums Chartとして発表されている。 
この変更はストリーミングの急激な成長を受けてなされた。イギリスにおける楽曲のストリーミング数は2013年の7.5億回が2014年には15億回と一年で倍にまで増加している。
この手法の下では、アルバムの収録曲の内で最もストリーミング再生された(最大)12曲を集計するが、最も再生された曲とその次に多く再生された曲の2曲はシングルとしての人気であるとされ重視されない。
集計された数字は1000分の1にされた上で、アルバムの実売、および音楽配信でのセールスに加算される。
この手法で最初に首位を獲得したアルバムはサム・スミスの『In the Lonely Hour』だった。アルバム相当単位で4万1000に値するとされたセールスの内、2,900がストリーミングによるものであった。

### ドイツ
ドイツでは、2016年2月からストリーミングがアルバムランキングに加算されている。
なお、German Albums Chartの場合は、その週ごとの販売数ではなく、収益に基づいてランキングが制作される。
Henceでは集計されるストリーミング再生について一定の条件を設けており、30秒以上の再生と、アルバムに収録された楽曲の内で6曲以上が再生されることでアルバムのセールスに加算して集計される。なお収録曲の内12曲以上が再生された時に最も多く加算される。
イギリスの手法と似たこのやり方は、アルバム収録曲の内で特定の1,2曲のみが再生されても、その楽曲ごとのセールスには加算されるが、アルバムとしてのセールスには加算されない。

### 日本
日本のBillboard JAPANは、2015年6月8日付から音楽配信の売上を加算したアルバムランキングであるBillboard Japan Hot Albumsの発表を開始。2024年12月26日からはストリーミングの加算を開始した。この新たな集計方式の初回にナンバー1になったアルバムは&TEAMの『雪明かり (Yukiakari)』で、トップ10中、6作品が2023年以前にリリースされたアルバムとなった。
また同国のオリコンチャートは、2018年12月19日（チャートの日付は同月24日）より「オリコン週間合算アルバムランキング」の発表を開始した。CDアルバムの1枚、アルバムバンドルダウンロード数の1ダウンロード、ストリーミングの1440再生をそれぞれ1ポイントとして集計している。